# Orașul Judecații de Apoi
Orașul Judecații de Apoi (titlu original: în engleză Defending Your Life) este un film american de fantezie bangsiană de comedie romantică din 1991 scris și regizat de Albert Brooks. Rolurile principale au fost interpretate de actorii Albert Brooks, Meryl Streep și Rip Torn.
Albert Brooks îl interpretează pe Daniel Miller, un bărbat care este judecat în viața de apoi, unde îi sunt examinate temerile de-a lungul vieții, pentru a determina dacă se va reîncarna (din nou) pe Pământ sau va trece la următoarea fază a existenței. În ciuda tonurilor de comedie, filmul conține și elemente de dramă și alegorie.

## Rezumat
Directorul de publicitate din Los Angeles, Daniel Miller, moare într-un accident de mașină la vârsta de 39 de ani, în principal din cauza distragerii atenției sale, și este trimis în Orașul Judecații de Apoi, un fel de paradis temporar pentru decedații recenți. Orașul este o zonă de așteptare cu angajați birocrați strălucitori și eficienți, dar în mare măsură condescendenți, care, trecând ei înșiși la noua lor fază universală actuală, în cea mai mare parte par să privească cu grijă pe cei mai noi sosiți care își vor judeca viața (sau cele mai recente vieți) pe Pământ în timpul unei audieri de aproximativ o săptămână, fiecare în fața a doi judecători. Sunt oferite facilități și activități, de la bufete delicioase, fără calorii, până la piste de bowling și cluburi de comedie.
Avocatul lui Daniel, Bob Diamond, îi explică că oamenii de pe Pământ folosesc foarte puțin din creierul lor deoarece își petrec cea mai mare parte a vieții în frică. Dacă instanța stabilește că Daniel și-a învins temerile, el va fi trimis în următoarea fază a existenței, unde își poate folosi mai mult creierul și, astfel, poate experimenta mai mult din ceea ce are de oferit universul. În caz contrar, sufletul său se va reîncarna pe Pământ pentru a trăi o altă viață într-o altă încercare de a trece peste temerile sale.
La „judecata” lui Daniel, prezidată de doi judecători, Diamond susține că Daniel ar trebui să treacă la următoarea fază, dar adversara sa formidabilă, procurarea Lena Foster, se opune. Fiecare folosește imagini video din anumite zile din viața lui Daniel pentru a-și prezenta cazul judecătorilor.
În timpul șederii sale în Orașul Judecații de Apoi, Daniel o întâlnește și se îndrăgostește de Julia, o femeie recent decedată, care a trăit o viață aparent perfectă de curaj și generozitate, mai ales în comparație cu a sa. Acest lucru explică, de asemenea, de ce camera ei elegantă de la hotel este mult mai bună decât camera lui spartană ca un motel.
În urma procedurilor zilnice, Daniel și Julia petrec timp explorând Orașul Judecații de Apoi, inclusiv Pavilionul Vieților Anterioare (găzduit de o versiune a lui Shirley MacLaine, faimoasă pentru credința ei deschisă în reîncarnare), unde oamenii își pot vedea toate viețile trecute, adesea destul de șocant de dihotomice.
Între timp, lucrurile nu merg prea bine pentru Daniel. Foster arată o serie de episoade în care Daniel nu a reușit niciodată să-și depășească frica și diverse alte decizii și necazuri distructive. În același timp, Diamond încearcă energic să arate acțiunile lui Daniel într-o lumină mai pozitivă, lăudând uneori „reținerea” și „chibzuința” clientului său.
Înainte de ultima zi de audiere a lui Daniel, Julia îi cere lui Daniel să petreacă noaptea cu ea, dar el refuză în ciuda sentimentelor lui puternice pentru ea. A doua zi, Foster arată filmări din noaptea anterioară a lui Daniel cu Julia din cauza obiecțiilor lui Diamond. Foster susține că acest lucru subliniază teama și lipsa de curaj a lui Daniel. A doua zi, se decide că Daniel va reveni pe Pământ, în timp ce Julia este considerată demnă să meargă mai departe. Înainte de a-și lua rămas bun, Diamond îl mângâie pe Daniel știind că instanța nu este infailibilă și dacă Foster a câștigat asta nu înseamnă că are dreptate, dar Daniel este dezamăgit în continuare.
Daniel se urcă într-un tramvai gata să se întoarcă pe Pământ când Julia îi strigă dintr-un alt tramvai. El reușește cu disperare să coboare, apoi evită alte tramvaie și suferă șocuri electrice minore până ajunge lângă tramvaiul Juliei. Ea nu poate deschide ușa, iar el nu poate intra în tramvaiul ei. Se agață de exteriorul tramvaiului în mișcare, lovind în ușă și încercând să o deschidă. Ea strigă degeaba la șofer ca să oprească. Își spun unul altuia că se iubesc. Se dezvăluie că întregul eveniment este urmărit la TV cu circuit închis de Diamond, Foster și judecătorii din camera unde a avut loc audierea lui Daniel. Diamond îi spune lui Foster: „Este suficient de curajos pentru tine?” iar ea recunoaște zâmbind ușor. Un judecător îi șoptește ceva celuilalt, apoi trimite un mesaj prin care ordonă să se deschidă ușile tramvaiului. Daniel și Julia se reunesc, aplaudați de ceilalți pasageri și se îmbrățișează în timp ce li se permite să treacă împreună la următoarea fază a existenței.

## Distribuție
- Albert Brooks – Daniel Miller
- Meryl Streep – Julia
- Rip Torn – Bob Diamond
- Lee Grant – Lena Foster
- Buck Henry – Dick Stanley, avocatul înlocuitor al lui Daniel
- George D. Wallace – judecătorul lui Daniel
- Lillian Lehman – judecătorul lui Daniel
- S. Scott Bullock – tatăl lui Daniel
- Carol Bivins – mama lui Daniel
- Susan Walters – soția lui Daniel
- Gary Beach – vânzător de mașini